# آلانا دلا گارزا
آلانا دِلا گارزا (انگلیسی: Alana de la Garza؛ زادهٔ ۱۸ ژوئن ۱۹۷۶) بازیگر اهل ایالات متحده آمریکا است. وی از سال ۱۹۹۹ میلادی تاکنون مشغول فعالیت بوده‌است.

## گزیدهٔ آثار

### تلویزیون
- فوراور (۲۰۱۴)
- نظم و قانون: واحد قربانیان ویژه (۲۰۱۴)
- از آسیب رساندن بپرهیز (۲۰۱۳)
- شما اینجایید (۲۰۱۳)
- ان‌سی‌آی‌اس: لس آنجلس (۲۰۱۲)
- سی‌اس‌آی: میامی (۲۰۱۱–۲۰۰۵)
- نظم و قانون: لس آنجلس (۲۰۱۱)
- نظم و قانون (۲۰۱۰–۲۰۰۶)
- افسون‌شده (۲۰۰۵)
- اسمالویل (۲۰۰۴)
- دو مرد و نصفی (۲۰۰۴)

### سینما
- پیچوندن همه قوانین (۲۰۰۲)